# مسابقات فوتبال غرب آسیا ۲۰۰۲
بازی‌های فدراسیون‌های فوتبال غرب آسیا ۲۰۰۲ دومین دوره از مسابقات قهرمانی فوتبال غرب آسیا بین روزهای (۳۰ آگوست - ۷ سپتامبر) سال ۲۰۰۲ در دمشق پایتخت سوریه برگزار شد. تیم‌های ملی فوتبال ایران، سوریه، اردن، فلسطین، عراق و لبنان در این مسابقات شرکت کردند. تیم ملی عراق با پیروزی ۳-۲ در وقت اضافه در مقابل تیم ملی اردن در بازی‌پایانی، قهرمان این دوره شد. قرعه‌کشی این مسابقات در تاریخ ۱۳ آگوست و در شهر کوالالامپور برگزار شد.

## تیم‌ها
- ایران
- سوریه (میزبان)
- اردن
- فلسطین
- عراق
- لبنان

## ورزشگاه‌ها
| دمشق            |
| --------------- |
| ورزشگاه عباسیون |
| گنجایش: ۳۰٬۰۰۰  |

## مرحله گروهی

### گروه (الف)
| تیم   | امتیاز | بازی | برد | مساوی | باخت | گل‌زده | گل‌خورده | تفاضل‌گل |
| ----- | ------ | ---- | --- | ----- | ---- | ----- | ------- | ------- |
| اردن  | ۶      | ۲    | ۲   | ۰     | ۰    | ۲     | ۰       | ۲+      |
| ایران | ۳      | ۲    | ۱   | ۰     | ۱    | ۲     | ۱       | ۱+      |
| لبنان | ۰      | ۲    | ۰   | ۰     | ۲    | ۰     | ۳       | ۳-      |

| ۳۰ آگوست، ۲۰۰۲ | اردن | ۱–۰ | ایران | ورزشگاه عباسیون٬ دمشق |
| ۳۰ آگوست، ۲۰۰۲ |      |     |       | ورزشگاه عباسیون٬ دمشق |
| ۳۰ آگوست، ۲۰۰۲ |      |     |       | ورزشگاه عباسیون٬ دمشق |

| ۱ سپتامبر، ۲۰۰۲ | لبنان | ۰–۱ | اردن | ورزشگاه عباسیون٬ دمشق |
| ۱ سپتامبر، ۲۰۰۲ |       |     |      | ورزشگاه عباسیون٬ دمشق |
| ۱ سپتامبر، ۲۰۰۲ |       |     |      | ورزشگاه عباسیون٬ دمشق |

| ۳ سپتامبر، ۲۰۰۲ | ایران | ۲–۰ | لبنان | ورزشگاه عباسیون٬ دمشق |
| ۳ سپتامبر، ۲۰۰۲ |       |     |       | ورزشگاه عباسیون٬ دمشق |
| ۳ سپتامبر، ۲۰۰۲ |       |     |       | ورزشگاه عباسیون٬ دمشق |

### گروه (ب)
| تیم    | امتیاز | بازی | برد | مساوی | باخت | گل‌زده | گل‌خورده | تفاضل‌گل |
| ------ | ------ | ---- | --- | ----- | ---- | ----- | ------- | ------- |
| عراق   | ۶      | ۲    | ۲   | ۰     | ۰    | ۳     | ۰       | ۳+      |
| سوریه  | ۳      | ۲    | ۱   | ۰     | ۱    | ۲     | ۲       | ۰       |
| فلسطین | ۰      | ۲    | ۰   | ۰     | ۲    | ۱     | ۴       | ۳-      |

| ۳۰ آگوست، ۲۰۰۲ | سوریه | ۲–۱ | فلسطین | ورزشگاه عباسیون٬ دمشق |
| ۳۰ آگوست، ۲۰۰۲ |       |     |        | ورزشگاه عباسیون٬ دمشق |
| ۳۰ آگوست، ۲۰۰۲ |       |     |        | ورزشگاه عباسیون٬ دمشق |

| ۱ سپتامبر، ۲۰۰۲ | فلسطین | ۰–۲ | عراق | ورزشگاه عباسیون٬ دمشق |
| ۱ سپتامبر، ۲۰۰۲ |        |     |      | ورزشگاه عباسیون٬ دمشق |
| ۱ سپتامبر، ۲۰۰۲ |        |     |      | ورزشگاه عباسیون٬ دمشق |

| ۳ سپتامبر، ۲۰۰۲ | عراق | ۱–۰ | سوریه | ورزشگاه عباسیون٬ دمشق |
| ۳ سپتامبر، ۲۰۰۲ |      |     |       | ورزشگاه عباسیون٬ دمشق |
| ۳ سپتامبر، ۲۰۰۲ |      |     |       | ورزشگاه عباسیون٬ دمشق |

## مرحله حذفی

### نیمه‌نهایی
| ۵ سپتامبر، ۲۰۰۲ | اردن | ۲–۱ (و.ا) | سوریه | ورزشگاه عباسیون٬ دمشق |
| ۵ سپتامبر، ۲۰۰۲ |      |           |       | ورزشگاه عباسیون٬ دمشق |
| ۵ سپتامبر، ۲۰۰۲ |      |           |       | ورزشگاه عباسیون٬ دمشق |

| ۵ سپتامبر، ۲۰۰۲ | عراق | ۰–۰ (و.ا) پنالتی‌ها ۵-۶ | ایران | ورزشگاه عباسیون٬ دمشق |
| ۵ سپتامبر، ۲۰۰۲ |      |                        |       | ورزشگاه عباسیون٬ دمشق |
| ۵ سپتامبر، ۲۰۰۲ |      |                        |       | ورزشگاه عباسیون٬ دمشق |

### رده بندی
| ۷ سپتامبر، ۲۰۰۲ | ایران | ۲–۲ پنالتی‌ها ۲-۴ | سوریه | ورزشگاه عباسیون٬ دمشق |
| ۷ سپتامبر، ۲۰۰۲ |       |                  |       | ورزشگاه عباسیون٬ دمشق |
| ۷ سپتامبر، ۲۰۰۲ |       |                  |       | ورزشگاه عباسیون٬ دمشق |

### فینال
| ۷ سپتامبر، ۲۰۰۲ | عراق | ۳–۲ (و.ا) | اردن | ورزشگاه عباسیون٬ دمشق |
| ۷ سپتامبر، ۲۰۰۲ |      |           |      | ورزشگاه عباسیون٬ دمشق |
| ۷ سپتامبر، ۲۰۰۲ |      |           |      | ورزشگاه عباسیون٬ دمشق |

## قهرمان
| قهرمان مسابقات فوتبال غرب آسیا ۲۰۰۲ |
| ----------------------------------- |
| · عراق · اولین عنوان                |